# 쓰나기정
쓰나기정(일본어: 津奈木町 쓰나기마치[*])은 일본 구마모토현 남부에 있는 아시키타군의 정이다.

## 지리
구마모토현 해안부에서 가장 남쪽에 있는 미나마타시의 북쪽에 위치한다.

### 인접한 자치체
- 미나마타시
- 아시키타군 아시키타정

## 역사
- 1889년 4월 1일 - 정촌제 시행으로 쓰나기촌이 성립하였다.
- 1963년 4월 1일 - 쓰나기촌이 정으로 승격해 쓰나기정이 되었다.

## 경제
쓰나기 공업단지, 구라타니 공업단지가 조성되어 제조업 유치를 도모하고 있다.

## 교통

### 철도
- 히사쓰 오렌지 철도 히사쓰 오렌지 철도선

### 도로
- 국도 3호선

## 같이 보기
- 2020년 7월 일본 호우